# Liste der Kulturdenkmäler in Hirschberg (Rhein-Lahn-Kreis)
In der Liste der Kulturdenkmäler in Hirschberg sind alle Kulturdenkmäler der rheinland-pfälzischen Ortsgemeinde Hirschberg aufgeführt. Grundlage ist die Denkmalliste des Landes Rheinland-Pfalz (Stand: 8. Dezember 2023).

## Einzeldenkmäler
| Bezeichnung              | Lage            | Baujahr | Beschreibung                          | Bild            |
| ------------------------ | --------------- | ------- | ------------------------------------- | --------------- |
| Evangelische Pfarrkirche | Kirchweg 4 Lage | 1892    | neugotischer Saalbau, bezeichnet 1892 | Fotos hochladen |